# Арсеньево (Рязанская область)
Арсе́ньево (Микитинский починок) — деревня Щетининского сельского поселения Михайловского района Рязанской области России.

## Основные сведения

### География
Деревня находится на реке притоке Жраки. C южной стороны деревни на другом берегу реки находится с. Пушкари.
Высота центра населённого пункта составляет 157 м.

### Население
| 1929 | 2007 | 2010 |
| ---- | ---- | ---- |
| 341  | ↘43  | ↗53  |

### Климат
Климат умеренно континентальный, характеризующийся тёплым, но неустойчивым летом, умеренно суровой и снежной зимой. Ветровой режим формируется под влиянием циркуляционных факторов климата и физико-географических особенностей местности. Атмосферные осадки определяются главным образом циклонической деятельностью и в течение года распределяются неравномерно.
Согласно статистике ближайшего крупного населённого пункта — г. Рязани, средняя температура января −7.0 °C (днём) / −13.7 °C (ночью), июля +24.2 °C (днём) / +13.9 °C (ночью).
Осадков около 553 мм в год, максимум летом.
Вегетационный период около 180 дней.

## История
Деревня впервые упоминается в списках 1464—1471 гг.
Селение принадлежало первому Рязанскому епископу Арсению.
До 1924 года деревня входила в состав Новопанской волости Михайловского уезда Рязанской губернии.